# Milówka (Powiat Żywiecki)
Milówka ist ein Dorf  im Powiat Żywiecki der Woiwodschaft Schlesien. in Polen. Es ist Sitz der gleichnamigen Landgemeinde mit 10.040 Einwohnern (Stand 31. Dezember 2020).

## Geographie
Milówka liegt in den Saybuscher Beskiden, einem Gebirge in den Äußeren Westkarpaten, südlich der Stadt Żywiec. Durch die Ortschaft fließt der Fluss Soła, der in die Weichsel mündet. Die Ortschaft Milówka gliedert sich in die Ortsteile Balasówka, Ciapałowie, Ficki, Juraszka, Komery, Siedloki und Zabawa.

## Geschichte
Seit 1467 gehörte die Herrschaft Saybusch der Adelsfamilie Komorowski, die eine Siedlungsaktion durchführen ließ, unter anderem entlang der Handelsstraße von Wieliczka durch Żywiec nach Ungarn. Die ersten bäuerlichen Siedlungen wurden wahrscheinlich in der zweiten Hälfte des 15. Jahrhunderts gegründet. Milówka wurde 1537 erstmals erwähnt und von zwei Personengruppen gegründet. Erstens, polnische Siedler, die den Fluss Soła hinaufwanderten und allmählich die umliegenden Brachflächen bearbeiteten und die Wälder rodeten. Nach ihnen, in den höheren Teilen der Saybuscher Beskiden, kamen die walachischen Hirten, die sich dann mit den früheren Siedlern assimilierten. Andrzej Komoniecki (1678–1729) erwähnte den Ort in seiner Chronik von 1608. 1669 besuchte der polnische König Johann II. Kasimir die Ortschaft.
Bei der Ersten Teilung Polens kam der Ort 1772 zum neuen Königreich Galizien und Lodomerien des habsburgischen Kaiserreichs (ab 1804). Im späteren 19. Jahrhundert entwickelte sich der Ort zu einem Städtchen und erhielt das Stadtrecht im Jahre 1884 (verloren 1934). 1879 wurde die erste Bank eröffnet. 1882 wurde eine Synagoge gebaut. Im November 1894 wurde Rajcza an das Schienennetz Żywiec–Čadca(SK) angeschlossen. 1889 wurden die Freiwillige Feuerwehr und 1903 die erste Schule gegründet. Im Jahre 1900 hatte Milówka 372 Häuser mit 2678 Einwohnern, davon 2609 polnischsprachig, 61 deutschsprachig, 2495 römisch-katholische, 9 griechisch-katholische, 174 Juden.
1918, nach dem Ende des Ersten Weltkriegs und dem Zusammenbruch der Habsburgermonarchie, kam Milówka zu Polen. Unterbrochen wurde dies nur durch die deutsche Besetzung Polens im Zweiten Weltkrieg. Es gehörte dann zum Landkreis Saybusch im Regierungsbezirk Kattowitz in der Provinz Schlesien (seit 1941 Provinz Oberschlesien). Im Rahmen der sogenannten Aktion Saybusch wurden im Jahre 1940 mehrere polnische Familien vertrieben, um Volksdeutsche anzusiedeln.
Von 1975 bis 1998 gehörte Milówka zur Woiwodschaft Bielsko-Biała.

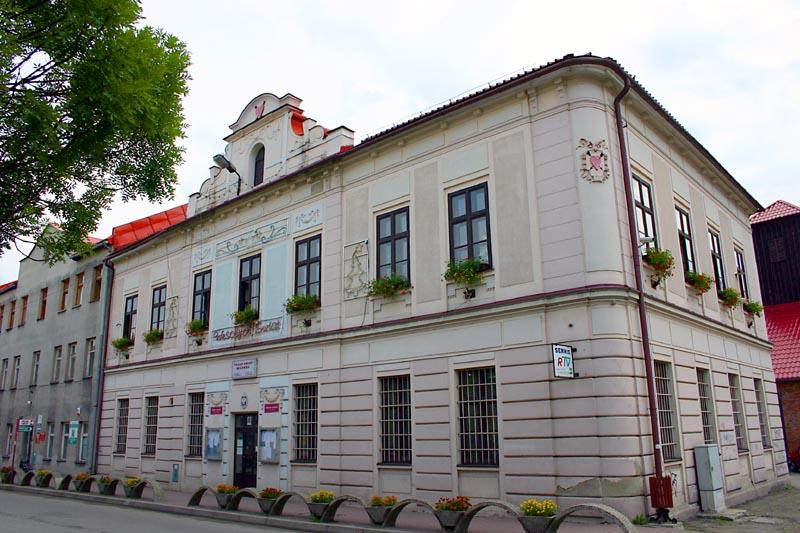
Rathaus

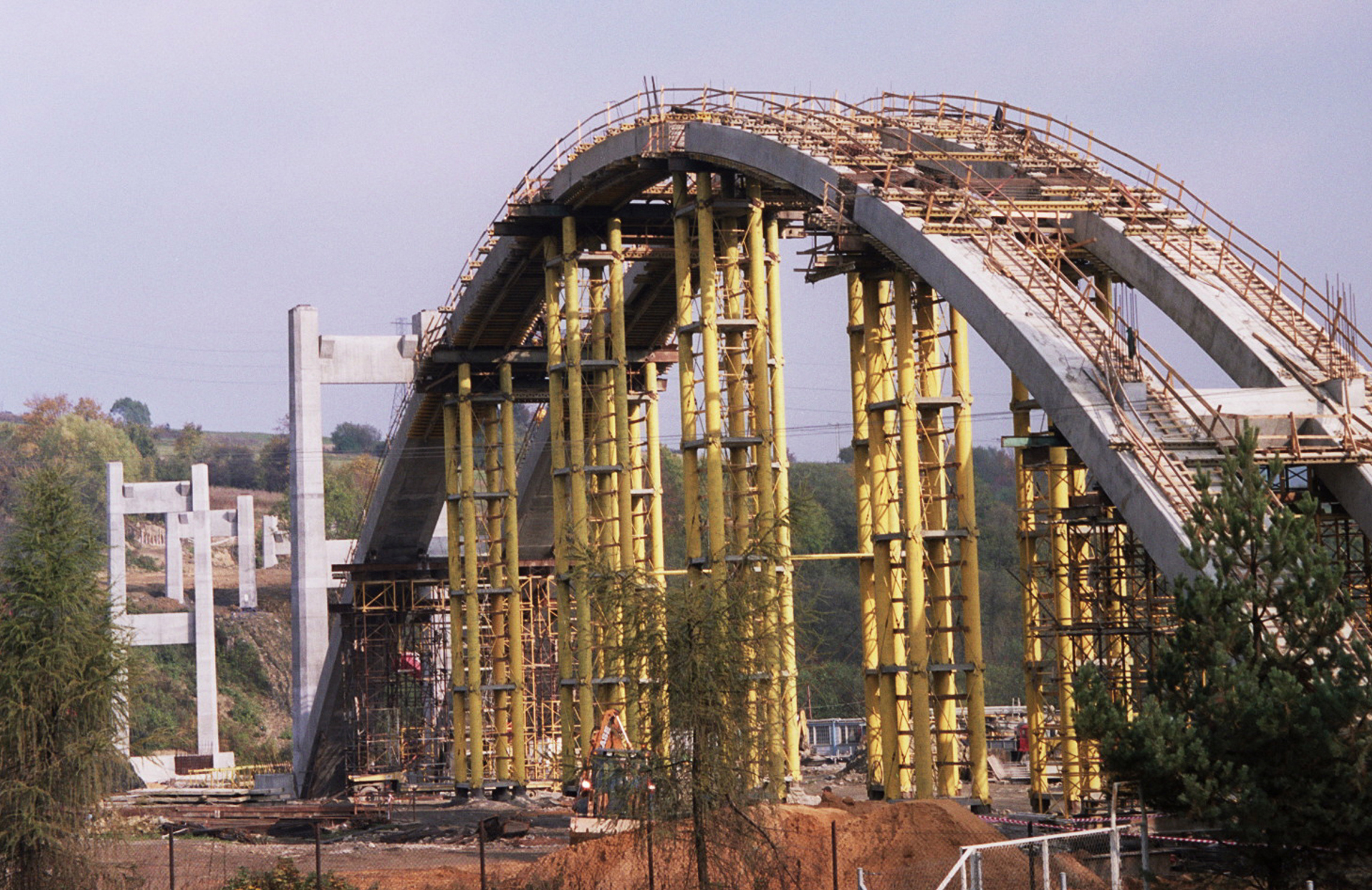
Bau der Schnellstraße S69

## Gemeinde

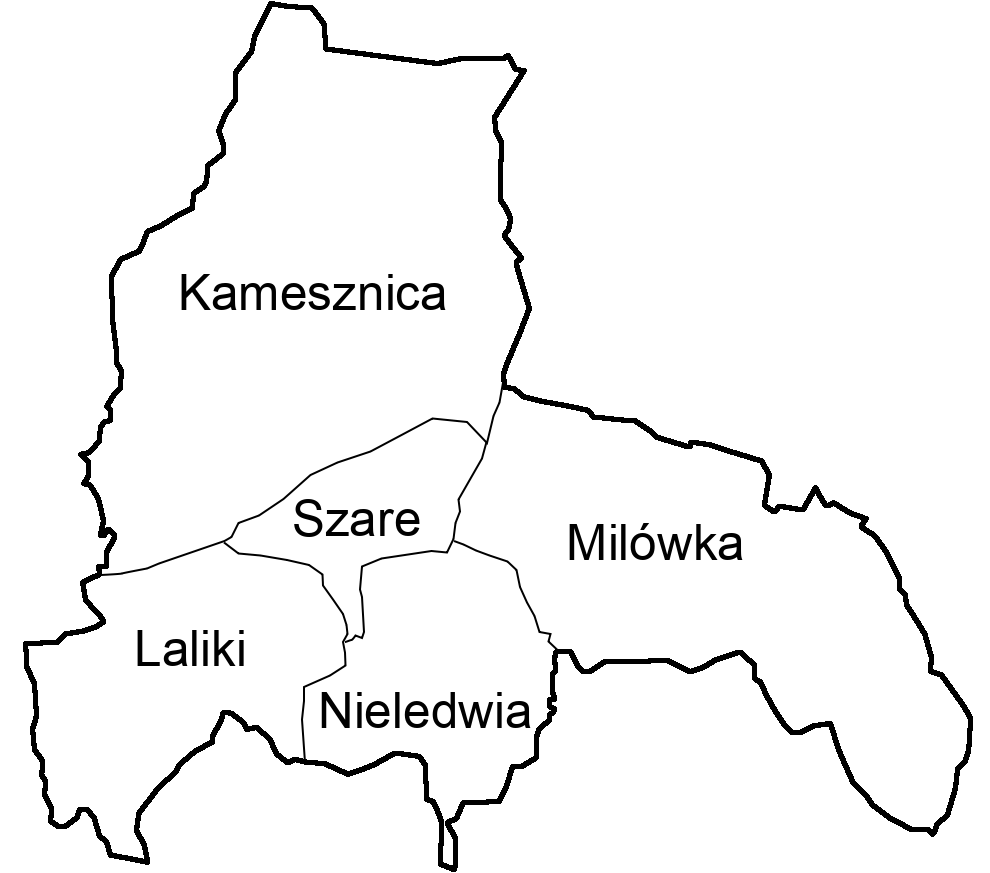
Lage von Milówka in der Gemeinde

Zur Landgemeinde (gmina wiejska) Milówka mit einer Fläche von 98,3 km² gehören das Dorf selbst und vier weitere Dörfer mit Schulzenämtern (sołectwa).
Die Gemeinde verfügt über zwei Kindergärten (Przedszkole) und sechs Grundschulen (Szkoła podstawowa).

## Sport
- LKS Milówka – Fußballclub, spielt in der Regionalliga
- MEDYK Milówka – Volleyball, spielt in der Regionalliga (Beskidzka Liga Siatkówki)

## Verkehr
Durch die Gemeinde verlaufen die Droga ekspresowa S69 (teilweise im Bau) Bielsko-Biała–Żywiec–Zwardoń (PL/SK) und der Schienenweg Katowice–Zwardoń (PL/SK).